# Pfarrkirche Sankt Stefan ob Stainz

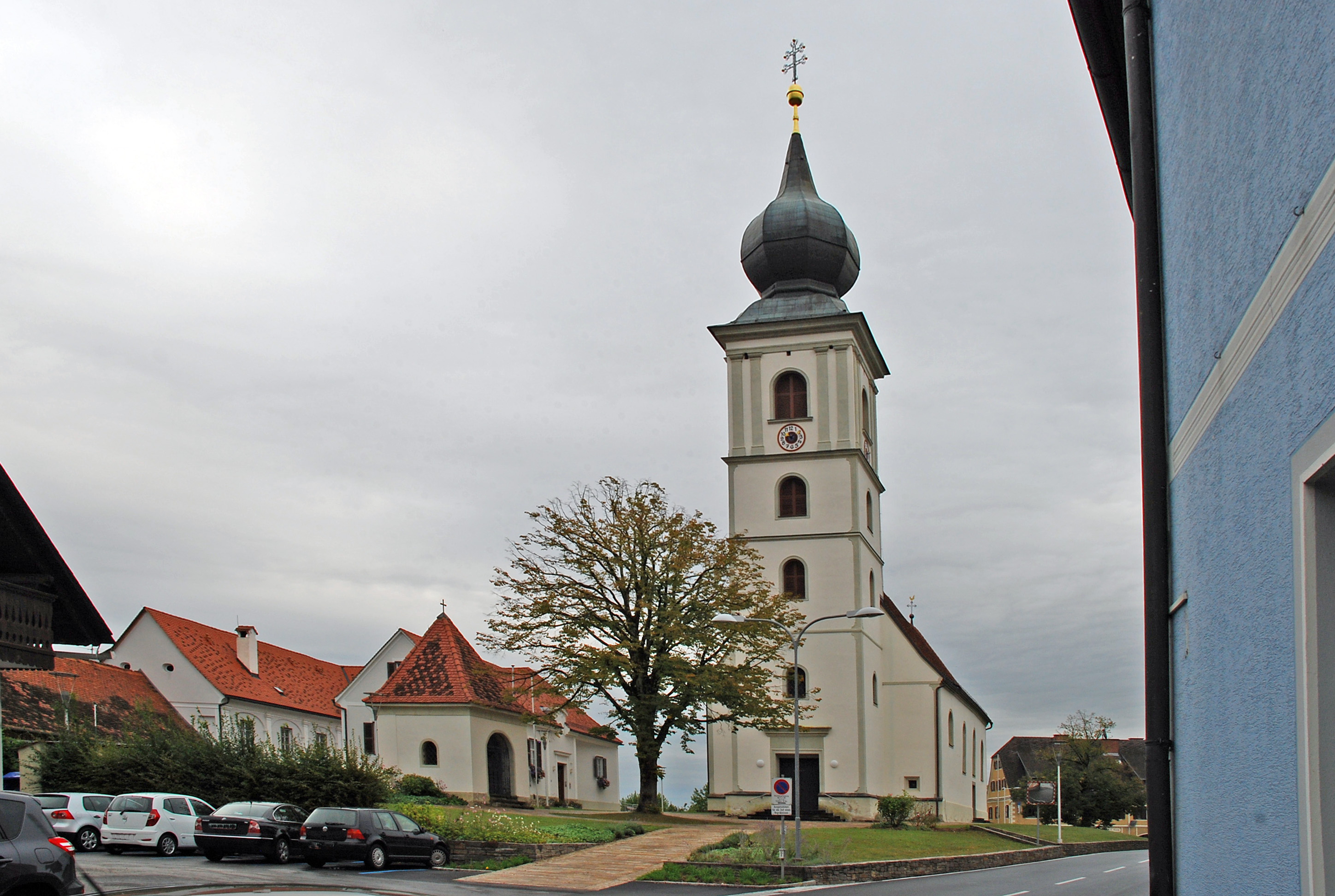
Kath. Pfarrkirche hl. Stefan in Stefan ob Stainz

Die römisch-katholische Pfarrkirche Sankt Stefan ob Stainz steht in der Gemeinde Sankt Stefan ob Stainz im Bezirk Deutschlandsberg in der Steiermark. Die auf den heiligen Stephanus geweihte Pfarrkirche gehörte bis Ende August 2018 zum dann aufgelösten Dekanat Deutschlandsberg in der Diözese Graz-Seckau, heute ist sie dem Seelsorgeraum Südweststeiermark unterstellt. Die Kirche steht unter Denkmalschutz.

## Geschichte
Urkundlich wurde 1219 eine Kirche / Pfarre genannt, welche von 1245 bis 1784 dem Stift Stainz inkorporiert war. 1973 wurde die Kirche innen und 1978 außen restauriert. Weitere Sanierungsarbeiten fanden 2004 und 2019 statt.
Seit Auflassung des Dekanates Deutschlandsberg liegt die Pfarrkirche im Seelsorgeraum Südweststeiermark, der 2019 als Seelsorgeraum Schilcherland bezeichnet wurde. Bereits seit 1. Jänner 2004 gehörte die Kirche zum Pfarrverband mit St. Josef. Sein Leiter Friedrich Trstenjak, der Pfarre und Kirche St. Stefan durch 22 Jahre betreut hatte (sein Vorgänger war Franz Schröttner gewesen), trat mit Ende August 2023 in den Ruhestand und wurde durch den Pfarrer von Deutschlandsberg István Hollo abgelöst.

## Architektur

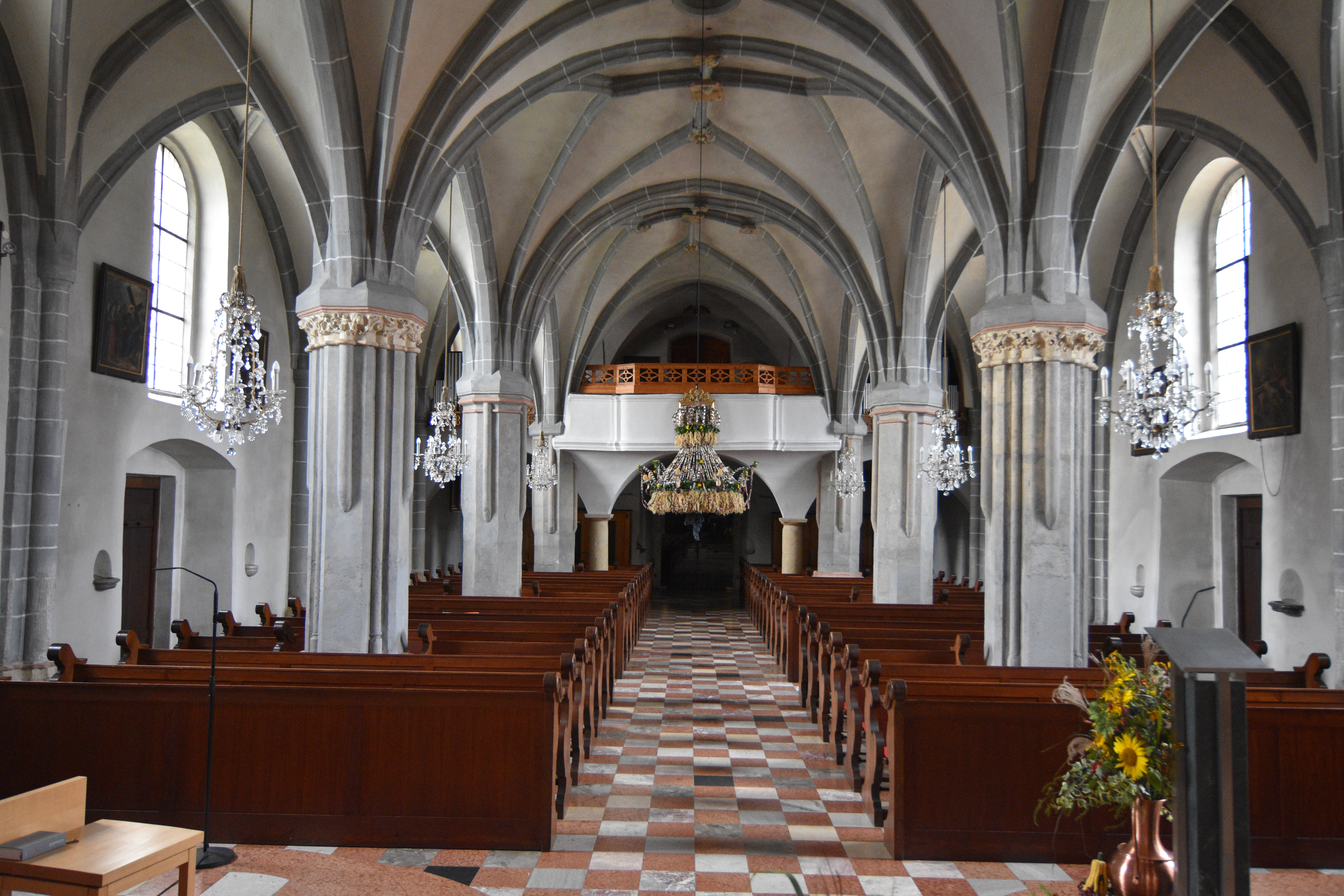
Der Kirchenraum

Das im Kern romanische Langhaus erhielt um 1500 ein Gewölbe und wurde zur heutigen vierjochigen dreischiffigen Hallenkirche ausgebaut.

## Ausstattung

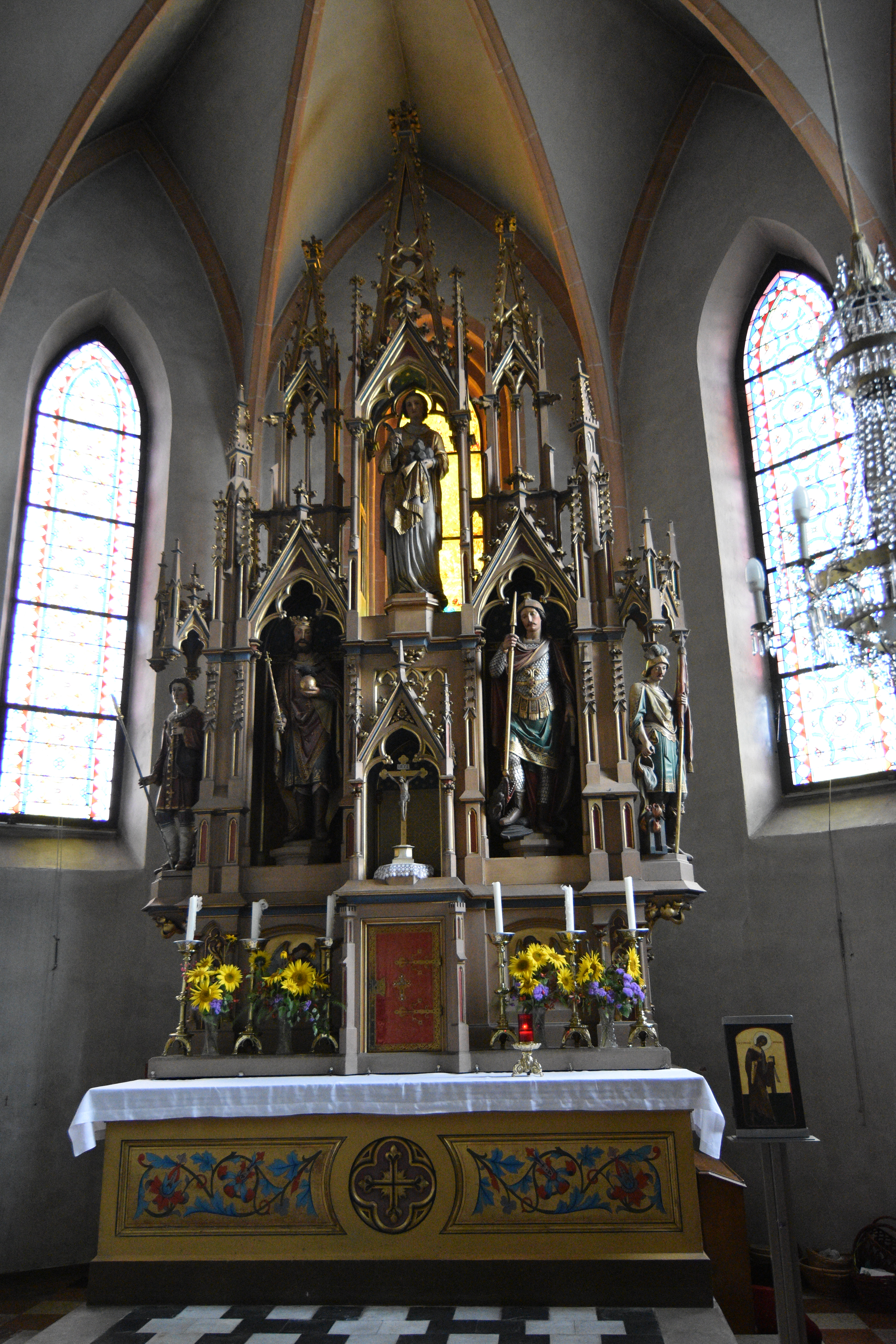
Der Hochaltar

Die Einrichtung in neugotischen Formen entstand von 1870 bis 1880. Die Hochaltarstatuen schuf der Bildhauer Jakob Gschiel.
Die Orgel auf der rückwärtigen Empore wurde 1941 von Max Dreher aus Salzburg erbaut. Das elektro-pneumatisch angesteuerte Instrument besitzt 20 Register verteilt auf zwei Manuale und Pedal und ist somit das größte Instrument dieses Typs in der Weststeiermark. 1990 sowie 2019 wurde das Instrument durch die Fa. Windtner aus St. Florian in Oberösterreich generalsaniert.